# 스베이든 비외르든손
스베이든 비외르든손(아이슬란드어: Sveinn Björnsson, 1881년 2월 27일 ~ 1952년 1월 25일)은 아이슬란드의 초대 대통령이다.
코펜하겐에서 태어났다. 1912년 레이캬비크 시의원이 되어 1918년부터 1920년까지 의회 의장을 맡고 있었다. 1914년부터 1916년까지, 1920년 국회의원을 맡았으며 1944년 대통령이 되어 죽을 때까지 그 권한을 맡았다.